# World Wide Championship of LAN-Gaming

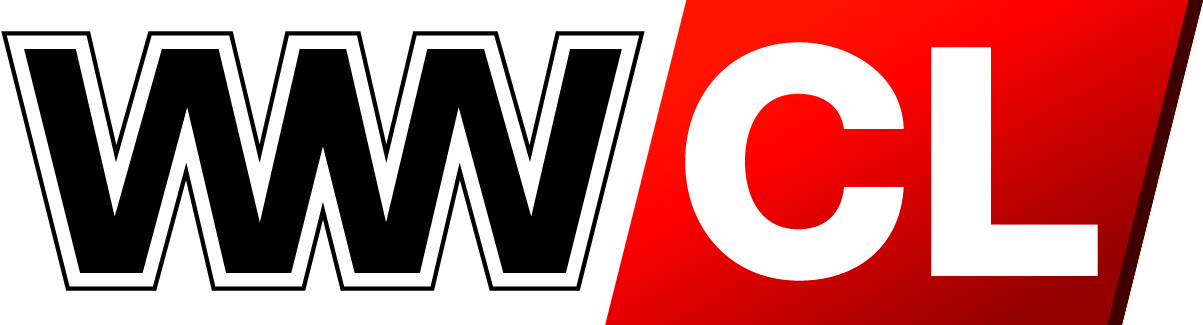
Logo der WWCL

Die World Wide Championship of LAN-Gaming (kurz WWCL) war eine LAN-Party-Liga. Sie wurde am 25. Juni 2001 von der PlanetLAN GmbH gegründet. Seit 2013 ist die Website der WWCL abgeschaltet.
Auf einzelnen in D-A-CH-Ländern unabhängig organisierten LAN-Partys erspielten sich Spieler und Clans Punkte in WWCL-Turnieren für die jeweilige Wettkampfrangliste. Es wurde zwischen „Main Contests“ und „Extension Contests“ unterschieden. Die besten 16 Spieler eines „Main Contests“ qualifizierten sich am Ende der halbjährlich stattfindenden Saisons für das Finale, das von bis zu 1000 Gästen verfolgt wurde.
Die WWCL wurde von Unternehmen gesponsert, so waren als Hauptsponsoren unter anderem Intel und AOL tätig. In der ersten Saison wurden rund 100.000 € an Geld- und Sachpreisen ausgeschüttet. Die Summe stieg bis auf über 450.000 € verteilt auf diverse kleine Events in der 13. Saison.